# Moshe Ram
Moshe Ram (* Januar 1946) ist ein israelischer Diplomat.
Ram diente ab 1963 für drei Jahre in den israelischen Streitkräften. Danach studierte er Politikwissenschaft und Middle East Studies an der Hebräischen Universität in Jerusalem und erhielt 1971 seinen Bachelor of Arts. Ab 1975 wurde Ram im israelischen Außenministerium tätig.
Von 1977 bis 1980 war er Zweiter Sekretär an der israelischen Botschaft in Kathmandu, Nepal. Im Anschluss war er von 1980 bis 1983 Erster Sekretär an der israelischen Botschaft in Manila, Philippinen. Von 1987 bis 1990 fungierte Ram als stellvertretender Generalkonsul Israels in Los Angeles. Während seiner weiteren diplomatischen Karriere war er unter anderem von 1994 bis 1996 israelischer Generalkonsul in Shanghai sowie von 2001 bis 2005 israelischer Generalkonsul in Chicago.
2007 wurde Ram israelischer Botschafter in Nigeria sowie nicht-residierender Botschafter für Ghana. Er ist ebenfalls bei der Westafrikanischen Wirtschaftsgemeinschaft akkreditiert.
Ram ist Vater zweier Kinder.